# Sergej Kovalëv
Sergej Aleksandrovič Kovalëv (in russo Сергей Александрович Ковалёв?; trasl. angl. Sergey Kovalev; Kopejsk, 2 aprile 1983) è un pugile russo.
Soprannominato Krusher, è stato detentore del titolo WBO dei pesi mediomassimi, ha posseduto anche le cinture WBA ed IBF di categoria.
Nel 2014 la rivista Ring Magazine lo ha nominato Fighter of the Year.

## Carriera professionale
Kovalëv compie il suo debutto da professionista il 25 luglio 2009, sconfiggendo lo statunitense Daniel Chavez per KO tecnico alla prima ripresa.

## Record professionale
| Ris.     | Record | Avversario       | Tipo              | Rnd., Tempo  | Data       | Luogo                                 | Note                                                                                                 |
| -------- | ------ | ---------------- | ----------------- | ------------ | ---------- | ------------------------------------- | --- |
| Vittoria | 29-0   | Jean Pascal      | RIT               | 7 (12), 3:00 | 30-01-2016 | Centre Bell, Montréal, Quebec         | Difende i titoli WBA (Super), IBF e WBO dei pesi mediomassimi.                                       |
| Vittoria | 28-0   | Nadjib Mohammedi | KOT               | 3 (12), 2:38 | 25-07-2015 | Mandalay Bay Events Center, Las Vegas | Difende i titoli WBA (Super), IBF e WBO dei pesi mediomassimi.                                       |
| Vittoria | 27-0   | Jean Pascal      | KOT               | 8 (12), 1:03 | 14-03-2015 | Centre Bell, Montréal, Quebec         | Difende i titoli WBA (Super), IBF e WBO dei pesi mediomassimi.                                       |
| Vittoria | 26-0   | Bernard Hopkins  | Decisione (unan.) | 12           | 08-11-2014 | Boardwalk Hall, Atlantic City         | Difende il titolo WBO dei pesi mediomassimi. Vince i titoli WBA (Super) e IBF dei pesi mediomassimi. |